# 6B23
6B23（ロシア語: 6Б23）は、主にロシア連邦軍で使用されているボディーアーマー。 2003年に採用され、2014年頃に6B45が採用されるまでロシア軍の標準ボディアーマーだった。2024年現在も複数のロシア軍部隊で使用されている。

## 概要
ロシア軍は6B23が採用されるまでの数年間にに6B11、6B12、6B13などを採用したしたもののロシア軍内で普及はせず、多様なボディーアーマーの採用によって兵站や補給に混乱をもたらす結果となった。6B23はこれらのボディーアーマーを統合し、さらに高性能へ再設計するために JNPP KlASS社によってによって開発され、のちにロシア軍に採用された。

## 性能

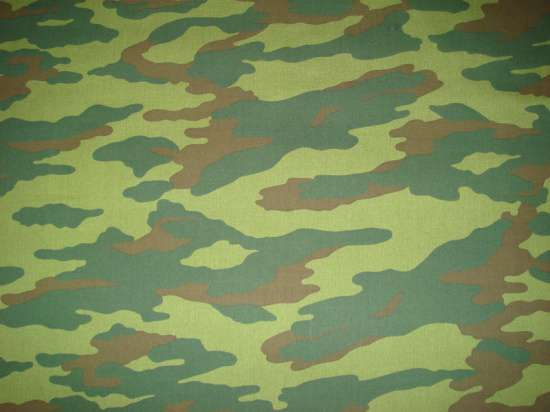
6B23でも使用されるVSR-98フローラ迷彩

6B23は30層のケブラー層の上に2枚の防弾プレートが重なっている構造で、容量が大きいため、追加でさらにプレートを挿入することが可能である。6B23の重量はプレートを2枚ほど入れた状態で10kg前後と、同世代の防弾チョッキ2型やIOTV、MTVなどのボディーアーマーと比べ軽量である。
|                        | 6b23   | 防弾チョッキ2型 | IOTV           | MTV            |
| ---------------------- | ------ | --------------- | -------------- | -------------- |
|                        |        |                 |                |                |
| 重量（プレート挿入時） | 10kg   | 12kg            | 15.8kg         | 13kg           |
| NIJ規格での防御力      | 3A〜4  | 3A〜4           | レベル3〜4     | レベル4        |
| 使用国                 | ロシア | 日本            | アメリカ合衆国 | アメリカ合衆国 |

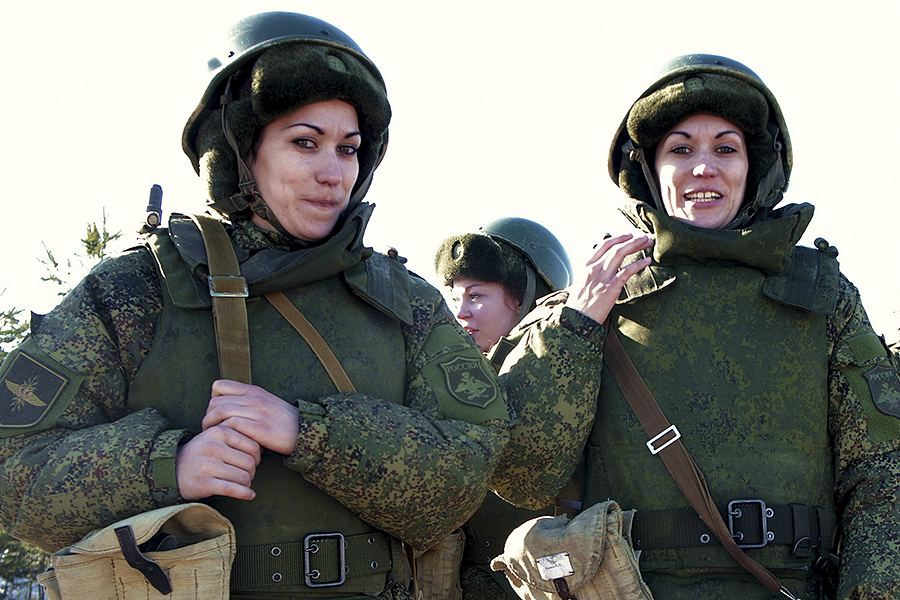
ロシア軍の女性兵における6B23の着用

プレート未挿入時はNIJ規格でレベル2、セラミックプレート一枚挿入でレベル3A（スチールプレートの場合はレベル3）、セラミックプレート二枚挿入時でレベル4（スチールプレートの場合はレベル４以上）と言われている。またネックプロテクターの性能はGP-25で使用されるВОГ-25ru:ВОГ-25の破片や散弾を防ぐ程度とされている。

またVSR-98フローラ迷彩バージョンやEMRデジタルフローラ迷彩バージョン、砂漠フローラ迷彩バージョン、山岳フローラなどがある。

6B23でも使用されるEMR迷彩

### 配備
2003年からロシア連邦軍に配備された。少量が第二次チェチェン紛争後の平和維持に投入され、南オセチア紛争 (2008年)で大々的に使用された。ロシア陸軍、ロシア空挺軍、ロシア海軍歩兵に集中的に配備されている。
ドンバス戦争でもドンバスの親ロシア派分離主義勢力によって運用されている。
2016年のシリア内戦でのロシア軍でも山岳フローラバージョンの使用が確認されている。

## ギャラリー

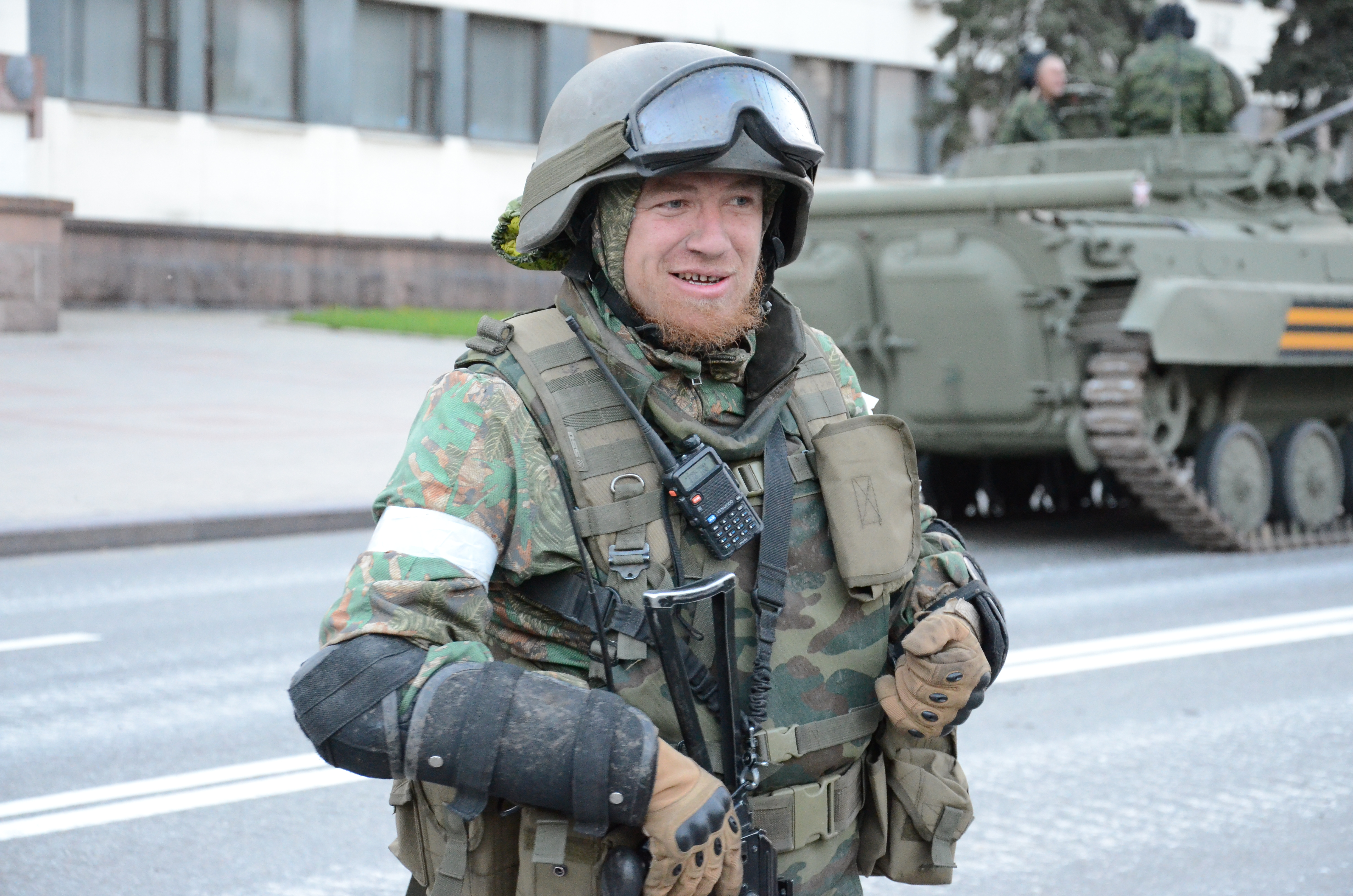
アーセニー・パヴロフ中佐による着用

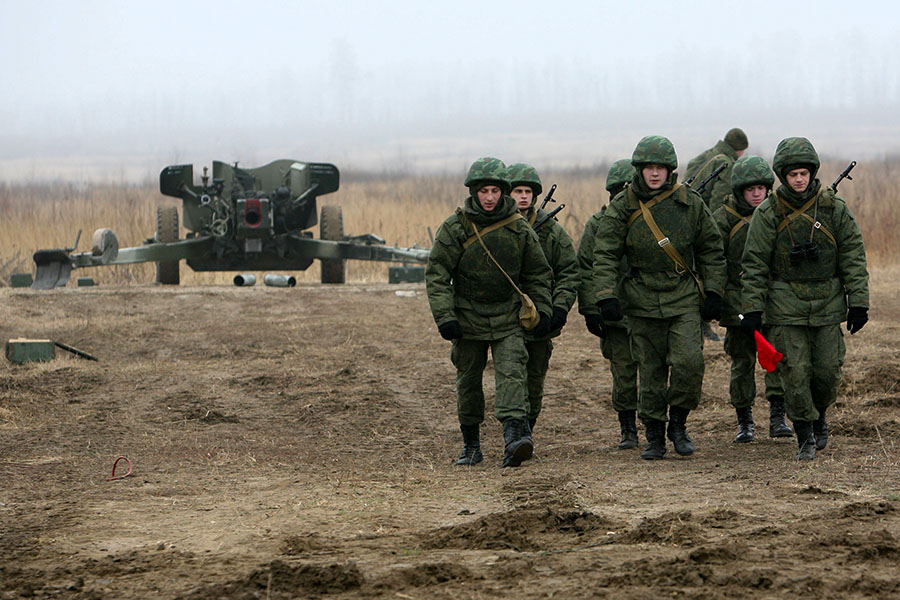
ロシア砲兵部隊による着用